# 佐里亞 (羅夫諾區)
50°43′33″N 26°1′48″E / 50.72583°N 26.03000°E

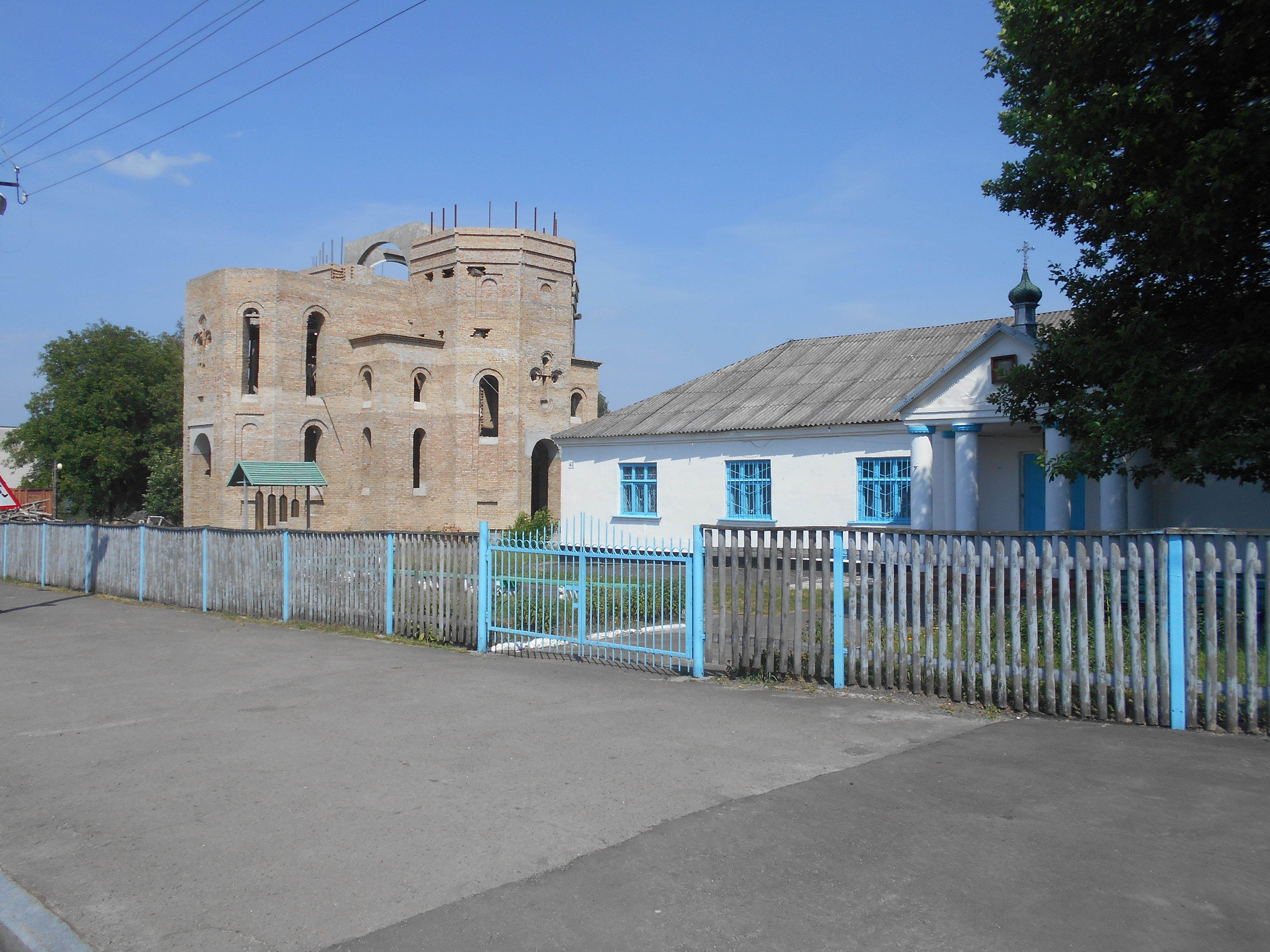
教堂

佐里亞（烏克蘭語：Зоря），是烏克蘭西北部里夫内州里夫内区佐里亞市鎮的村落及其行政中心。始建於1950年，面積1.26平方公里，海拔高度220米，2023年人口5,237，人口密度每平方公里4,031.8人。